# لوسیانو ارسینو
لوسیانو ارسینو (انگلیسی: Luciano Ursino؛ زادهٔ ۳۱ اکتبر ۱۹۸۸) بازیکن فوتبال اهل آرژانتین است.